# Гейсвілл (Орегон)
Гейсвілл (англ. Hayesville) — переписна місцевість (CDP) в США, в окрузі Меріон штату Орегон. Населення — 21 891 особа (2020).

## Географія
Гейсвілл розташований за координатами 44°58′46″ пн. ш. 122°58′26″ зх. д. / 44.97944° пн. ш. 122.97389° зх. д. (44.979353, -122.973917).  За даними Бюро перепису населення США в 2010 році переписна місцевість мала площу 7,96 км², уся площа — суходіл.

## Демографія
Згідно з переписом 2010 року, у переписній місцевості мешкало 19 936 осіб у 6867 домогосподарствах у складі 4903 родин. Густота населення становила 2505 осіб/км².  Було 7244 помешкання (910/км²).
Расовий склад населення:
| - 65,9 % — білих - 2,9 % — азіатів - 1,8 % — корінних американців - 1,4 % — вихідців з тихоокеанських островів - 1,2 % — чорних або афроамериканців - 22,3 % — осіб інших рас |

До двох чи більше рас належало 4,5 %. Частка іспаномовних становила 39,8 % від усіх жителів.
За віковим діапазоном населення розподілялося таким чином: 29,0 % — особи молодші 18 років, 60,5 % — особи у віці 18—64 років, 10,5 % — особи у віці 65 років та старші. Медіана віку мешканця становила 31,2 року. На 100 осіб жіночої статі у переписній місцевості припадало 99,8 чоловіків;  на 100 жінок у віці від 18 років та старших — 96,3 чоловіків також старших 18 років.
Середній дохід на одне домашнє господарство  становив 51 812 долари США (медіана — 40 632), а середній дохід на одну сім'ю — 55 191 долар (медіана — 43 622). Медіана доходів становила 32 765 доларів для чоловіків та 31 151 долар для жінок. За межею бідності перебувало 22,0 % осіб, у тому числі 31,7 % дітей у віці до 18 років та 5,7 % осіб у віці 65 років та старших.
Цивільне працевлаштоване населення становило 7784 особи. Основні галузі зайнятості: освіта, охорона здоров'я та соціальна допомога — 22,6 %, виробництво — 14,2 %, роздрібна торгівля — 13,5 %.